# Station Windesheim
Station Windesheim (afkorting Wdh) is een voormalig station aan de Staatslijn A. Het lag bij het dorp Windesheim tussen de huidige stations Wijhe en Zwolle.